# ロス・ブラウン
ロス・ブラウン（Ross Brawn、1954年11月23日 - ）は、イングランド出身のレーシングカー・エンジニア、F1テクニカルディレクター。
数々の名門レーシングチームに在籍し、特にフェラーリ時代で輝かしい実績を誇る。2009年には自ら率いた「ブラウンGP」で2冠のタイトルを獲得した。2014年以降から現場を退き、その後はF1グループの重職に就いている。

## 略歴
F1でテクニカルディレクターとして所属したベネトンで1回、フェラーリで6回のコンストラクターズタイトルをもたらした。また、ミハエル・シューマッハのワールドチャンピオン7回獲得にも貢献した。さらに2009年には自らがオーナーのチームとして新たにブラウンGPを興し、参戦初年度の新チームながらドライバーズチャンピオン（ジェンソン・バトン）及びコンストラクターズチャンピオンの二冠を達成する快挙を成し遂げている。
2009年末にブラウンGPはメルセデス・ベンツに買収され、2010年シーズンからは「メルセデスAMG F1」となったが、その手腕を買われ、2013年末までチーム代表を務めた。代表辞任後は長期休暇に入るが、2017年にフォーミュラワン・グループのモータースポーツ担当マネージングディレクターとして復帰し、事実上F1における現場責任者を務めた。

## 経歴

### 初期
ブラウンはイギリスのランカシャー州アシュトン・アンダー・ラインで生まれた。幼い頃からエンジニアリングに興味を持ち、ベル・ビュー・スタジアムを訪れてさまざまな形式のモーター レースを観戦した。父親がバークシャー州レディングの近くで職を得たため、11歳で南に引っ越し、その後、町のレディング ・スクールに通った。
17歳から21歳の、1971年から1975年9月、オックスフォードシャー州ハーウェルにある英国原子力機関の原子力研究施設(RAF Harwell)で機械工作の見習いとして過ごし、機械工の資格を取得。機械工学のHNC課程就学は、ハーウェルから資金提供を受けてのものだった。
1976年には他社でフライス盤の機械工に従事していた。
レース界に入りマーチF3チームのメカニックとなり、その後、短期間ながらウルフで「WR1」の開発にも関わっている。
レディングに住んでいた彼は、当時レディングを拠点としていたフランク・ウィリアムズ・グランプリの広告を見つけ、パトリック・ヘッドの面接を受けた。ウィリアムズは、ハーウェルで学んだ技術の1つであるフライス盤の機械工を探していた。
1978年に新生F1チームのウィリアムズのメカニックとなる。ちょうどウィリアムズの戦闘力が徐々に上昇カーブを描き始めた頃であり、同チームのテクニカルディレクターのパトリック・ヘッドから様々な事を学ぶことになる。
1985年にはローラ名義でF1に参戦したチーム・ハースに移籍し、ブラウンはチーフデザイナーのニール・オートレイのもとで働いた。当時まだ珍しいメス型モノコックを採用するなど意欲作だったTHL1の製作に携わったが、スポンサーの撤退によりこのチームはわずか2年で破綻した。

### アロウズからTWRへ
1987年にアロウズに移籍。ブラウンが設計し、メガトロンエンジン（実質前年と同様のBMW）を載せたA10・A10Bは、1988年のコンストラクターズランキングで4位を得る成績を残し、ターボが禁止された1989年のA11では空力を意識したアグレッシブな設計と安定した走りを両立させた。フットワークのスポンサードが始まる1990年シーズンを前に、ブラウンはアロウズを離脱した。
同年、世界スポーツプロトタイプカー選手権 (WSPC) に参戦していたトム・ウォーキンショー率いるTWR（トム・ウォーキンショー・レーシング）に移籍。エンジンレギュレーションが大幅に変更された1991年のスポーツカー世界選手権 (SWC) に参戦するジャガー・XJR-14のデザインを手がけた。F1での経験が設計に遺憾なく発揮されたシャーシと、この年F1でベネトンに供給されたのと同じフォード・コスワース・HBエンジンというパッケージは強力で、レギュレーション対応に追われるメルセデスなど大ワークスチームを尻目に、TWRとジャガーは同年のSWCシリーズチャンピオンを獲得した。

### ベネトン時代
1991年シーズン途中、F1でフォードエンジンのワークス供給を受けるベネトンにTWRが参画し、ウォーキンショーがエンジニアリングディレクター、ブラウンがテクニカルディレクターに就任する。同じ頃、デザイナーのロリー・バーンもレイナードのプロジェクトから同チームへ復帰し、後の名コンビが誕生する。ウォーキンショーとブラウンはSWCのライバルだったメルセデスの秘蔵っ子ミハエル・シューマッハがF1にデビューするとすかさず獲得に動き、ジョーダンからベネトンへの電撃トレードを成功させた。
1992年のベルギーGPでの天候の変化に対応したピット作戦によりシューマッハがF1初勝利をあげ、同シーズンのコンストラクターズタイトルは2位となった。1993年はウィリアムズの独走に及ばなかったが、B193は戦闘力を増し、第14戦ポルトガルGPでシューマッハが2勝目を挙げた。
1994年、レギュレーション変更により再給油が11年ぶりに解禁され、これがベネトン飛躍のきっかけとなる。ピットインの回数・タイミングといったレース戦略が重要になり、ブラウンは作戦参謀としての才能を発揮するようになる。メルセデス出身のシューマッハ共々、スポーツカーレース時代の経験を活かし、ベネトンは勝利を重ね始めた。1994年、1995年にシューマッハは2年連続でワールドチャンピオンとなり、1995年にはベネトン初のコンストラクターズタイトル獲得を成し遂げた。
1996年は、シューマッハがフェラーリに移籍し、入れ替えでゲルハルト・ベルガーとジャン・アレジが加入したが、1勝もあげることができず、更にコンストラクターズランキングはフェラーリに抜かれて3位となり、ウィリアムズの独走状態を許してしまった。

### フェラーリ時代

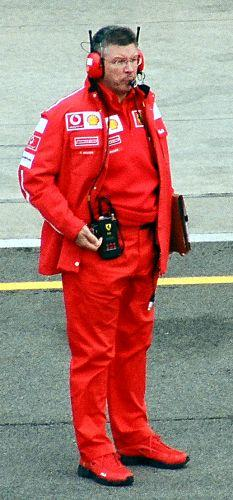
フェラーリ時代（2003年）

1996年シーズン終了後、ジャン・トッド、ミハエル・シューマッハからの要請でフェラーリに移籍する。その際ブラウンは1996年シーズン限りでF1引退を宣言していたロリー・バーンを慰留し、バーンもフェラーリに引き入れた。この体制でチーム力を拡充し、翌年から毎シーズンタイトル争いを演じることになる。
1997年はウィリアムズと、1998年以降はマクラーレンとタイトルを争う中で、ブラウンの緻密なピット作戦が度々勝利をたぐり寄せた。その典型といえるのが、1998年ハンガリーGPで採った3ピットストップの奇襲作戦である。マクラーレンの2台に前を塞がれた状況でブラウンはピットインを1回増やす作戦に変更。シューマッハはマシンが軽い状態でハイペース走行を続け、2ストップのマクラーレン勢を逆転して勝利をものにした。
1999年はシューマッハが脚の骨折によりシーズン後半を欠場したが、16年ぶりにコンストラクターズチャンピオンに返り咲いた。なお、シューマッハ欠場後はF399の風洞開発を止め、マシンの熟成をそれ以上行なわない代わりにF1-2000の開発に注力する決断を下した。それが功を奏し、2000年は21年ぶりのドライバーズチャンピオン（シューマッハ）とコンストラクターズチャンピオンの2冠を達成した。
その後のフェラーリは2004年シーズンまで両タイトルを獲得し続け、ブラウンは、トッド、シューマッハとともにフェラーリ黄金時代を築いた。しかし、2005年はチャンピオンシップ争いに絡めず、2006年はルノーとタイトル争いをしたが、最終戦までもつれ込んだもののルノーに奪われた。
シューマッハは2006年を最後に引退を表明（2010年に現役復帰）。ブラウンもシーズン終了後、1年間の長期休暇に入った。F1に復帰する時はフェラーリとの交渉が優先とされていたが、休暇明けに新たなモチベーションを掻き立てるポジション（チーム代表と云われている）を望んだブラウンとフェラーリとの交渉は成立しなかった。

### ホンダ時代
2007年11月13日、ブラウンがホンダのチームプリンシパル兼チーム代表となることが発表され、それまでニック・フライが受け持っていたマーケティング・財務を除く全権が委譲された。2006年のワークス復活以来低迷が続くホンダは、ブラウンの指導力に期待を寄せた。
初采配を振った2008年は、このシーズンに多かったウェットレース時のタイヤ選択に光るものがありイギリスGPでルーベンス・バリチェロが3位表彰台を獲得するが、シーズンを通してはマシンバランスの悪さに悩まされ成績は低迷した。マシンの改良作業を打ち切る一方、翌2009年に大幅なレギュレーション変更があることを見越して、2009年用のマシン開発に注力した。

### ブラウンGP時代

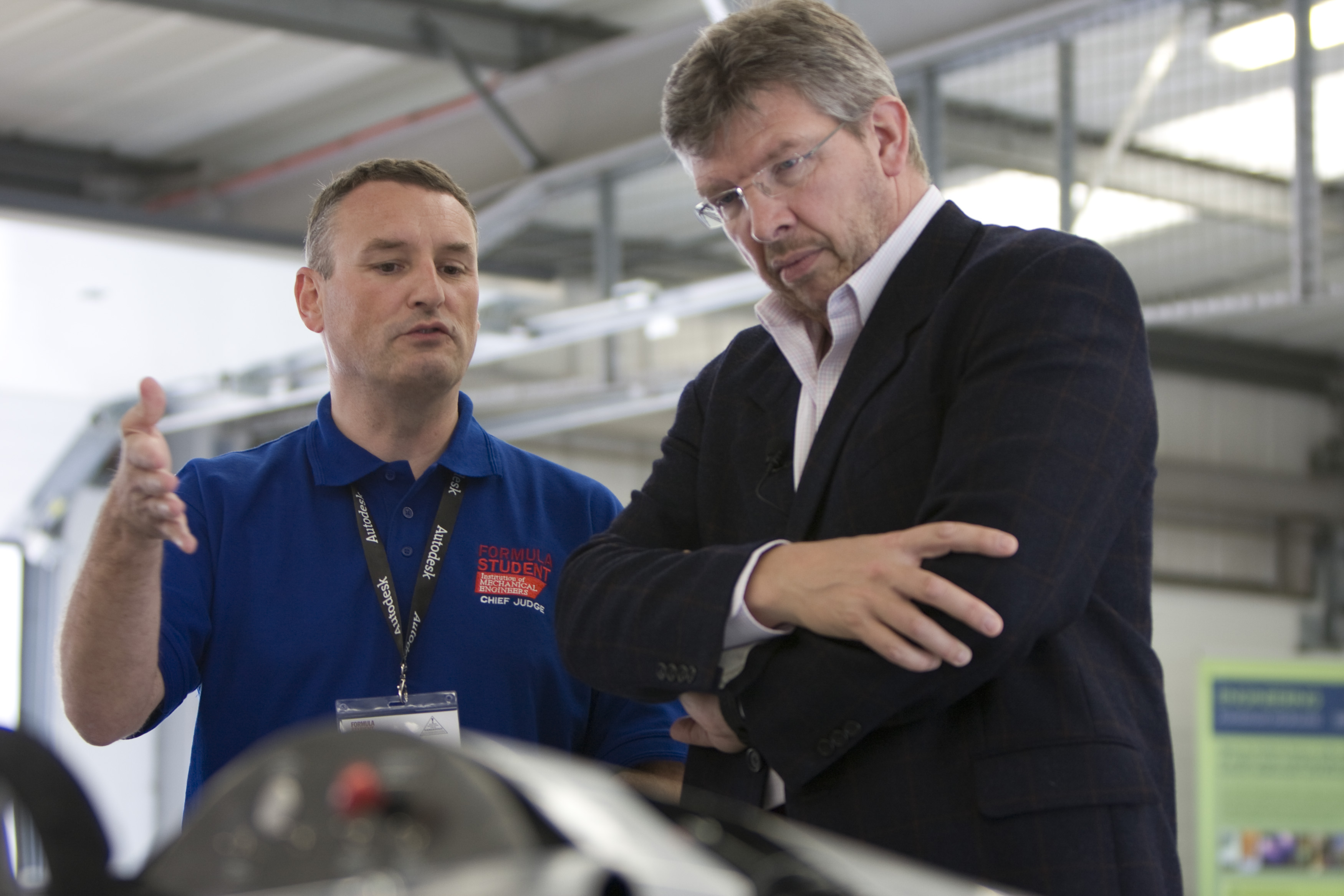
ブラウンGP時代（2009年）

ブラウンによるチーム改革が進む最中の2008年12月、ホンダが突然F1からの撤退を発表した。チーム解散の危機が迫る中、ブラウンとフライは存続の可能性を求めてオフシーズンに奔走した。最終的にブラウンがホンダから株式買取りによりチームを取得し、2009年3月6日にブラウンGP・フォーミュラ1チームの設立を発表した。
「ホンダ・RA109」として開発されていたBGP001は「マルチディフューザー」の威力を遺憾なく発揮。デビュー戦のオーストラリアGPでは、ホンダから引き続き残留したジェンソン・バトンとルーベンス・バリチェロが予選全セッションを圧倒、決勝ではバトンがポールトゥーウィンを達成、バリチェロとワン・ツーフィニッシュとなった。新規参入チームのデビュー戦ポールポジションは1970年のティレル、開幕戦優勝は1977年のウルフ、デビュー戦ワン・ツーフィニッシュは1954年メルセデスワークスチーム以来の偉業となった。また次戦マレーシアGPもバトンがポールから勝利し、史上初の新規チーム開幕連勝を果たした。
シーズン後半になるとマシンの開発速度に陰りが見られ、レッドブルの追撃を許す形になったが、シーズン前半での貯金が物を言い、バトンのドライバーズタイトル・チームのコンストラクターズタイトルの2冠を達成した。

### メルセデスGP時代
チャンピオンを獲得したものの、プライベーターチームとして存続することには苦難が予想された。ブラウンはエンジン供給を受けていたメルセデス（ダイムラー）にチームを売却し、2010年よりメルセデスAMG F1としてワークス復活を担うことになった。ブラウン自身は引き続きチーム代表に就任している。
再出発にあたり、ブラウンはミハエル・シューマッハに現役復帰を決断させ、ベネトン・フェラーリ時代の名コンビが復活することになった。しかし、栄光の再現は容易ではなく、2010年、2011年シーズンとも未勝利が続いた。
2012年はF1 W03がシーズン序盤で速さを発揮。中国GPにてニコ・ロズベルグがワークス復活後初めての勝利をポール・トゥ・ウィンで達成（ロズベルグにとってもF1初勝利）。シューマッハも当初はリタイアが相次ぐもヨーロッパGPで復帰後初の表彰台となる3位を獲得する（これが復帰後の最高位となる）。しかし以後のチームの成績は下降線を描き、最終的にコンストラクターズランキング4位の座を161ポイント差でロータスに明け渡すこととなる。また日本GPでシューマッハが同年限りでの二度目の引退を発表。2013年シーズンの後任は日本GP開催前にマクラーレンからの移籍が発表されたルイス・ハミルトンに決定している。
2013年11月に、同年末でのメルセデスチームからの離脱を発表。当面は長期休暇を取り、2014年夏を目処にその後の活動について検討するとしている。2014年9月にはインタビューで「フルタイムの仕事に戻るつもりはない」と語り、F1への復帰を改めて否定した。

### F1グループ時代
2016年11月、同年にフォーミュラワン・グループを買収したリバティメディアのコンサルタントを務め、同社によるF1運営についてアドバイスを送っていることが明るみに出た。翌2017年1月には買収完了に伴い、正式にフォーミュラ・ワン・グループのモータースポーツ担当マネジングディレクターに就任、主催者側の立場でF1に復帰した。バーニー・エクレストン退任後のF1の実質的な舵取りを任された格好となる。
2021年12月、2022年一杯でF1担当マネージングディレクターを退任することが明らかになり、2022年シーズンをもって引退を表明した。

## 人物
- 常に冷静でチームを勝利に導く戦略家のブラウンだが、「勝利を確信した時にピットウォール（プラットフォームとも）でバナナを食べる」という、F1関係者の間ではよく知られた癖がある。フェラーリのリードでレースが残り10周前後になると、彼はジャン・トッドらが座っているチームのピットウォールで必ずバナナを口にした。後のブラウンGPにおいても、この癖は続いている[10]。
- 趣味はフライフィッシング。実際に、メルセデスGPの代表辞任後は各地を旅行しつつ、一時釣り三昧の生活を送っていたという[5]。
- アロウズ時代はひょろっとした体型であったが、その後肥満体型になった模様である。